# Halmahera
Halmahera (veraltet Gilolo) ist eine indonesische Insel. Sie ist mit einer Fläche von 18.040 km² die größte Insel der Inselgruppe der Molukken und Teil der Provinz Maluku Utara. Die Stadt Sofifi an der Westküste ist der Hauptort der Provinz.

## Bevölkerung
Halmahera ist von verschiedenen Völkern besiedelt, welche ost-malayo-polynesische (im Süden) und Westpapuasprachen (im Norden der Insel) sprechen. Früher wurde die Bevölkerung mit dem Sammelbegriff Alfuren bezeichnet. Insgesamt leben rund 180.000 Einwohner auf der Insel, die Bevölkerungsdichte beträgt rund 10 Einwohner pro Quadratkilometer, größere Städte gibt es nicht. Rund 80 % der Einwohner sind Muslime und 20 % Christen.

## Geschichte

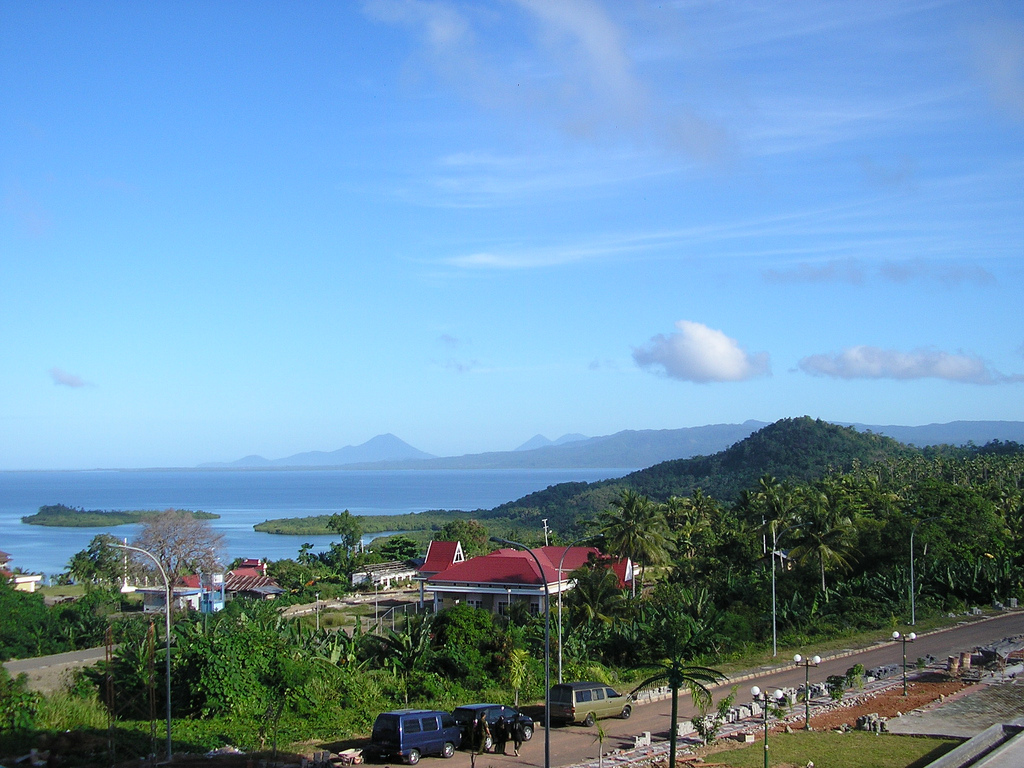
Sofifi. Der kleine Hafenort an der Westküste von Zentral-Halmahera ist Hauptort der Provinz Maluku Utara. Schiffsverbindung nach Ternate

Die dünnbesiedelte Insel stand lange unter dem Einfluss von Ternate und Tidore, kleine Inseln vor der Westküste Halmaheras. Auf beiden Inseln hatten sich bedeutende Sultanate entwickelt, bevor die Niederländische Ostindien-Kompanie die Inselgruppe kolonialisierte. Im Zweiten Weltkrieg war die Insel von den Japanern besetzt, die an der Kau-Bucht eine Militärbasis errichteten.
In den Jahren 1999 und 2000 war die Insel Schauplatz blutiger Konflikte zwischen Muslimen und Christen, die sich von der Insel Ambon ausgebreitet hatten. Diese Konflikte forderten tausende Menschenleben.
Die Insel umfasst 10 Regierungsbezirke (kabupaten): Halmahera Timur, Halmahera Selatan, Halmahera Barat, Halmahera Utara, Halmahera Tengah, Kepulauan Sula, Kepulauan Morotai, Kota Ternate, Kota Tidore und Pulau Talibau.

## Wirtschaft
Die Wirtschaft der Insel ist landwirtschaftlich dominiert, angebaut werden unter anderem Reis, Kaffee, Kakao und Zuckerrohr. Die australische Bergbaugesellschaft Newcrest Mining betreibt eine Goldmine in Toguraci, die vor ihrer Errichtung 2003 Gegenstand heftiger Proteste der lokalen Bevölkerung war.

## Vulkanismus
Mit 1635 m Höhe ist Gunung Gamkonora die höchste Erhebung auf Halmahera. Er ist ein aktiver Schichtvulkan, der zuletzt am 10. Juli 2007 ausbrach. Außerdem befinden sich auf Halmahera folgende Vulkane: Dukono, Ibu, Jailolo, Tarakan, Tigalalu, Tobaru und Todoko-Ranu.

## Tierwelt
Auf der Insel sind unter anderem folgende Tierarten heimisch: Pazifikboa, Kurzkopfgleitbeutler, Langzungenflughund, Molukkensegelechse und der Molukken-Kuskus. Endemisch sind der Halmahera-Amethystpython, die Halmahera-Ratte, die Trommelralle und der Halmahera-Edelpapagei.